# Rigaghettoen
Rigas ghetto var et lille område udpeget af nazisterne i Maskavas Forštate, en forstad til Riga, hovedstaden i Letland, hvor jøder fra Letland, og senere fra Tyskland, blev tvunget til at leve under 2. verdenskrig. Den 25. oktober 1941 flyttede nazisterne alle jøder fra Riga og omegn til ghettoen, mens de ikke-jødiske indbyggere blev sat på gaden. Det fleste af de lettiske jøder (ca. 24.000) blev dræbt den 30. november og 8. december 1941 i Rumbulamassakren. Nazisterne transporteres en stor del af de tyske jøder til ghettoen, de fleste af dem blev senere dræbt i massakrer.
Mens Rigas ghetto almindeligvis omtales som en enkelt enhed, var der i virkeligheden flere "ghettoer". Den første var den store lettiske ghetto. Efter Rumbulamassakren blev de overlevende lettiske jøder koncentreret i et mindre område inden for den oprindelige ghetto, der blev kendt som den "lille ghetto". Den lille ghetto blev opdelt i afsnit for mænd og kvinder. Det område af ghettoen, der ikke var afsat til den lille ghetto blev derefter overført til jøderne deporteret fra Tyskland, og blev kendt som den tyske ghetto.